# Уэллер, Марк
Ма́рк Уэллер (англ. Marc Weller) — британский правовед, профессор международного права Кембриджского университета, факультет «Политики и иностранных дел» (англ. Department of Politics and International Studies, POLIS); также является директором исследовательского Центра международного права Лотерпахта (англ. Lauterpacht Centre for International Law). Работал в качестве консультанта в ряде международных проектов.

## Профессор в Кембридже
Профессор Веллер поступил в штат юридического факультета Кембриджа (англ. Faculty of Law) в 1990 году; с 1997 по 2000 работал заместителем директора Европейского центра по делам меньшинств. В этом качестве он занимался вопросами межнациональных отношений в южных районах Восточной Европы и на Кавказе. Разработал программу действий Центра и собрал на её финансирование более 15 млн евро. Занимался урегулированием конфликтов в Грузии, Молдавии (Приднестровье), Боснии и Герцеговине, Македонии и Косово. Выступал посредником по конфликту между Молдовой и Гагаузией. Неоднократно выступал в роли эксперта и посредника в Совете Европы.
С начала 2000 годов профессор Веллер стоял во главе нескольких международных проектов:
- В 2000 году заложил основы совместного проекта Кембридж-Карнеги по урегулированию конфликтов по самоопределению. Став во главе проекта, Веллер добился финансирования проекта в объеме почти 2 млн долл. США.
- В 2011 году инициировал крупный международный проект, совместно с Секретариатом ООН, по исследованию миротворческих действий. Кроме того, Марк Веллер возглавляет крупный международный проект по совершенствованию международного права, также в кооперации с ООН.

## Юрист-международник
С начала 1990-х годов работал юристом по международным вопросам:
- В 1990 году проф. Веллер выступал в качестве юридического консультанта на конференции в Рамбуйе по Косово, а также старшим юрконсультом по Косово в Венском процессе ООН по Косово в 2007/2007 годах.
- В 2009—2010 годах был старшим экспертом Африканского Союза по вопросу предварительных консультаций по референдуму в Южном Судане.
- В 2011—2012 годах работал старшим экспертом по посредничеству (англ. Senior Mediation Expert) в Политическом отделе Секретариата ООН в Нью-Йорке; в этом качестве выступал консультантом по политическим изменениям в Кот-д’Ивуаре, Египте, Ливии, Дарфуре, а также по стабилизации в Сомали.
- В дальнейшем работал юрконсультом в команде Кофи Аннана, в бытность последнего специальным посланником Лиги арабских стран в Сирии, а также старшим экспертом по переговорам при специальном представителе Генерального секретаря ООН по Сирии, Л. Брахими.